# Hafsa bint Omar
Hafsa bint Omar (Mekka, 604/606 – Medina, 661/665 november) Mohamed próféta egyik felesége.
Mekkában született a mai Szaúd-Arábiában, Omár kalifa és Zaynab bint Maz'un lányaként. Később Ő lett Mohamed próféta egyik felesége, így a "hívők édesanyja". 
661/665-ben halt meg Medinában.